# Гилгит (река)
Гилгит (на урду: دریائے گلگت) е река в северната част на Пакистан, десен приток на Инд), протичаща през провинция Гилгит-Балтистан. Дължина 240 km, площ на водосборния басейн 26 000 km². Река Гилгит води началото си от планината Хиндурадж, на 4262 m н.в., като тече в началото на север, в средното течение на изток, а в долното – на югоизток. Подхранването ѝ е снежно и ледниково. Покачването на нивото ѝ започва през април, а пълноводието е през юли. През зимата оттокът ѝ почти отсъства поради замръзването ѝ. Вливайки се отдясно в река Инд, на 1250 m н.в., увеличава почти двойно нейния дебит. Основни притоци Ишкуман и Хунза (леви). В района на град Гилгит образува знаменития Гилгитски оазис. Въпреки пълноводието си през лятото поради високата скорост на течението и наличието на прагове не е плавателна. По долината ѝ преминава участък от древния кервански път, свързващ Североизточен Афганистан с Индия и Пакистан. Понастоящем покрай долното и частично по средното ѝ течение е изграден участък от шосе № 35 свързващо Пакистан с Китай..